# NGC 3319
NGC 3319 is een balkspiraalstelsel in het sterrenbeeld Grote Beer. Het hemelobject werd op 3 februari 1788 ontdekt door de Duits-Britse astronoom William Herschel.

## Synoniemen
- UGC 5789
- MCG 7-22-36
- ZWG 212.33
- KARA 429
- KUG 1036+419
- PGC 31671